# Vladas Stašinskas
Vladas Stašinskas (ur. 10 października 1874 w Dameliai koło Janiszek, zm. 11 marca 1944 w Kiejdanach) – litewski prawnik i polityk, dyrektor Banku Litwy (1930–38). 
Po ukończeniu gimnazjum w Mitawie studiował prawo w Petersburgu, później pracował w Kownie jako prawnik. Przedstawiciel Litewskiej Partii Socjaldemokratycznej w II Dumie Imperium Rosyjskiego. 21 maja 1907 zażądał uchylenia ustawy zakazującej nauki w domu dla dzieci. Od 11 listopada do 26 grudnia 1918 mianowany ministrem spraw wewnętrznych Litwy. Od 1930 do 1938 roku stał na czele Banku Litwy (Lietuvos bankas), później przez dwa miesiące (od 1 października do 5 grudnia 1938) sprawował urząd ministra sprawiedliwości. W marcu 1939 przeszedł na emeryturę.